# وسالیکو
وسالیکو (به ایتالیایی: Vessalico) یک کومونه در ایتالیا است که در استان ایمپریا واقع شده‌است. وسالیکو ۱۰٫۳ کیلومتر مربع مساحت و ۲۹۹ نفر جمعیت دارد.